# Догадайло, Виктор Гаврилович
Виктор Гаврилович Догадайло (укр. Віктор Гаврилович Догадайло; род. 17 апреля 1960, Киев) — советский футболист, футбольный тренер высшей квалификации, член научно-методического совета Федерации Футбола Украины, почётный работник физической культуры и спорта Украины, арбитр национальной категории.

## Карьера игрока
В 1977—1982 выступал за клубы СКА Киев, «Десна» Чернигов, «Океан» Керчь.

## Карьера тренера
- 1994—1997, 1998—1999 годы — молодёжная сборная Украины (U-23): тренер
- 1997—2000 годы — юношеские сборные Украины (U-17 и U-19): тренер
- 2001—2003 годы — ФК «Шахтер» (Донецк): руководитель научно-спортивной аналитической группы, тренер
- 2004—2005 годы — ФК «Шахтер» (Донецк): заместитель спортивного директора, тренер
- 2005—2007 годы — ФК «Черноморец» (Одесса): тренер, и. о. главного тренера.[2]
- 2007—2008 годы — ФК «Княжа» (Счастливое): спортивный директор.[3], главный тренер
- 2009 — ФК «Казахмыс» (Сатпаев, Казахстан): главный тренер
- 2010 — Звезда (Кировоград): тренер.[4]
- 2011—2012 годы — ФК «Окжетпес» (Кокшетау, Казахстан): главный тренер
- 2012 год — ФК «Металлург» (Запорожье, Украина): тренер
- 2015—2016 годы — ФК «Заря» (Бельцы, Молдова): тренер, и. о. главного тренера
- 2016—2017 — ФК «Звезда» Кропивницкий, спортивный директор, тренер
- 2018 — Футбольная академия «ЛунХуа» Шэньчжэнь, Китай, директор
- 2019—2022 — «Десна», тренер-аналитик[5]